# Orden de Canónigos Premonstratenses
La  Cándida y Canónica Orden Premonstratense (oficialmente en latín: Candidus et Canonicus Ordo Praemonstratensis), o también Orden de Canónigos Premostratenses, es una orden religiosa católica de canónigos regulares de derecho pontificio, fundada por Norberto de Xanten en 1120. Su nombre se debe al lugar donde se originó, en la abadía de Prémontré (Francia). Su vida se basa en la Regla de San Agustín. Los religiosos de este instituto son conocidos por el nombre de canónigos blancos, debido al color de su hábito, o norbertinos, derivado de su fundador. En España se les conoce como mostenses.

## Historia

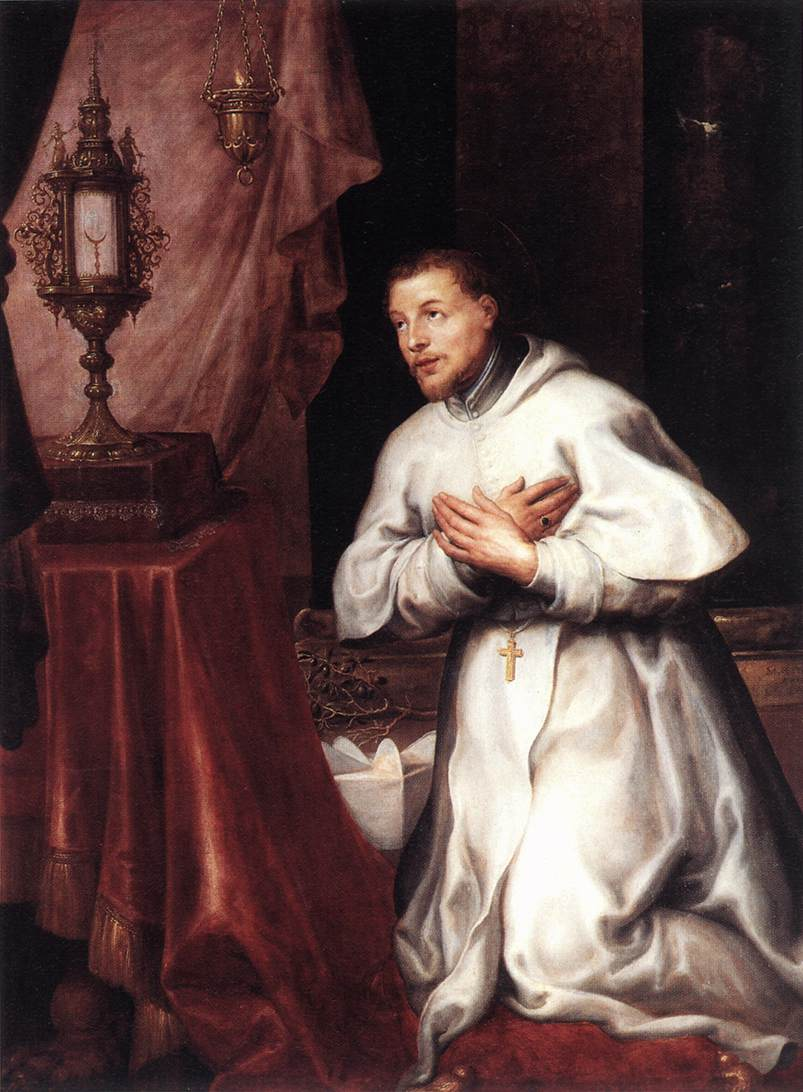
San Norberto de Xanten (ca. 1080-1134) fue el fundador de la Orden Premostratense.

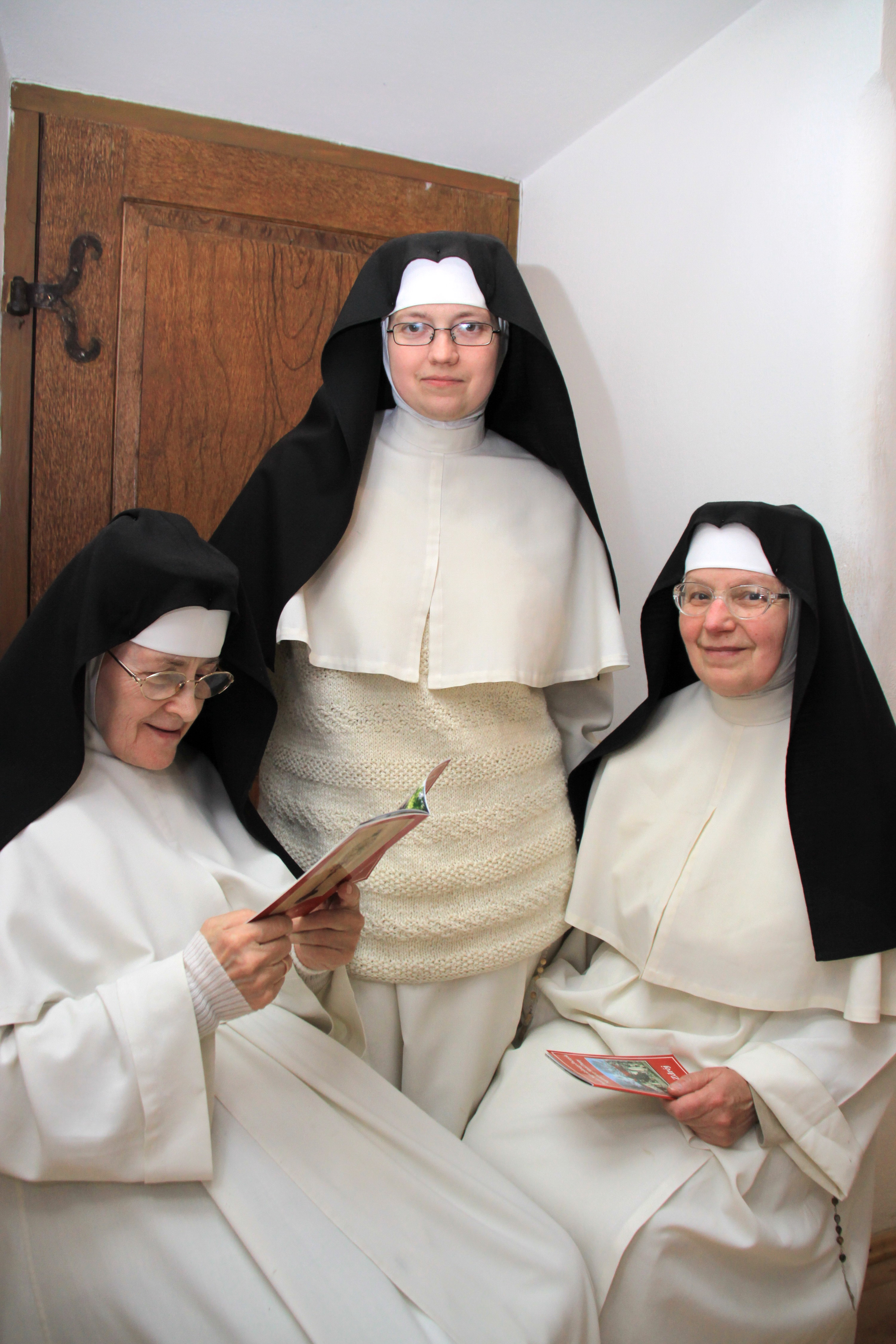
Monjas Premonstratenses (o de la Orden de San Norberto).

Habiendo tomado Norberto de Xanten posesión de este desierto o soledad que le cedió el obispo, reunió allí más de cuarenta eclesiásticos y gran número de seglares que querían vivir bajo su dirección. Todos profesaron la regla de San Agustín el día de Navidad de 1121. Tal incremento tomó esta naciente Orden que treinta años después contaba ya con cien monasterios y antes de acabarse el siglo pasaban de mil. En 1126, pasó Norberto a Roma a solicitar la confirmación de su instituto, aprobado antes por dos legados del papa. Honorio II aprobó la Orden el 16 de febrero de 1126.
Después de haber sido el fundador elevado a la sede episcopal de Magdeburgo y condecorado por el papa Inocencio IV con el título y derechos de primado de Alemania, murió en la octava de Pentecostés del año 1134. Eligió la regla de San Agustín para imitar el tenor de vida que observó con su clero. Dispuso que sobre el hábito blanco de lana usasen los canónigos el sobrepelliz de lino para mayor decencia de las funciones de la iglesia. Aunque el mayor número de casas premonstratenses se fundaron en Alemania y en Francia, no hubo provincia en Europa en que no hubiese muchas y en España, donde esta orden fue menos conocida, se contaron hasta cuarenta abadías.
En la Edad Media, unas 400 casas de la orden se repartían desde las nórdicas tierras de Noruega hasta Palestina, ejerciendo una considerable influencia en la cultura occidental de la época.
La orden tuvo gran presencia en España con numerosas congregaciones que desaparecieron tras la supresión de monasterios resultado de la desamortización de Mendizábal en 1835 y 1836. Monasterios importantes de esta orden religiosa fueron los de Retuerta, Aguilar de Campoo  y Santa María de La Vid. También el monasterio de La Caridad en Sanjuanejo en Ciudad Rodrigo, el monasterio de Sancti Spiritus de Ávila., el monasterio de Bellpuig (Lérida) o el Monasterio de la Zarza de Ribas de Campos (Palencia).

## Organización

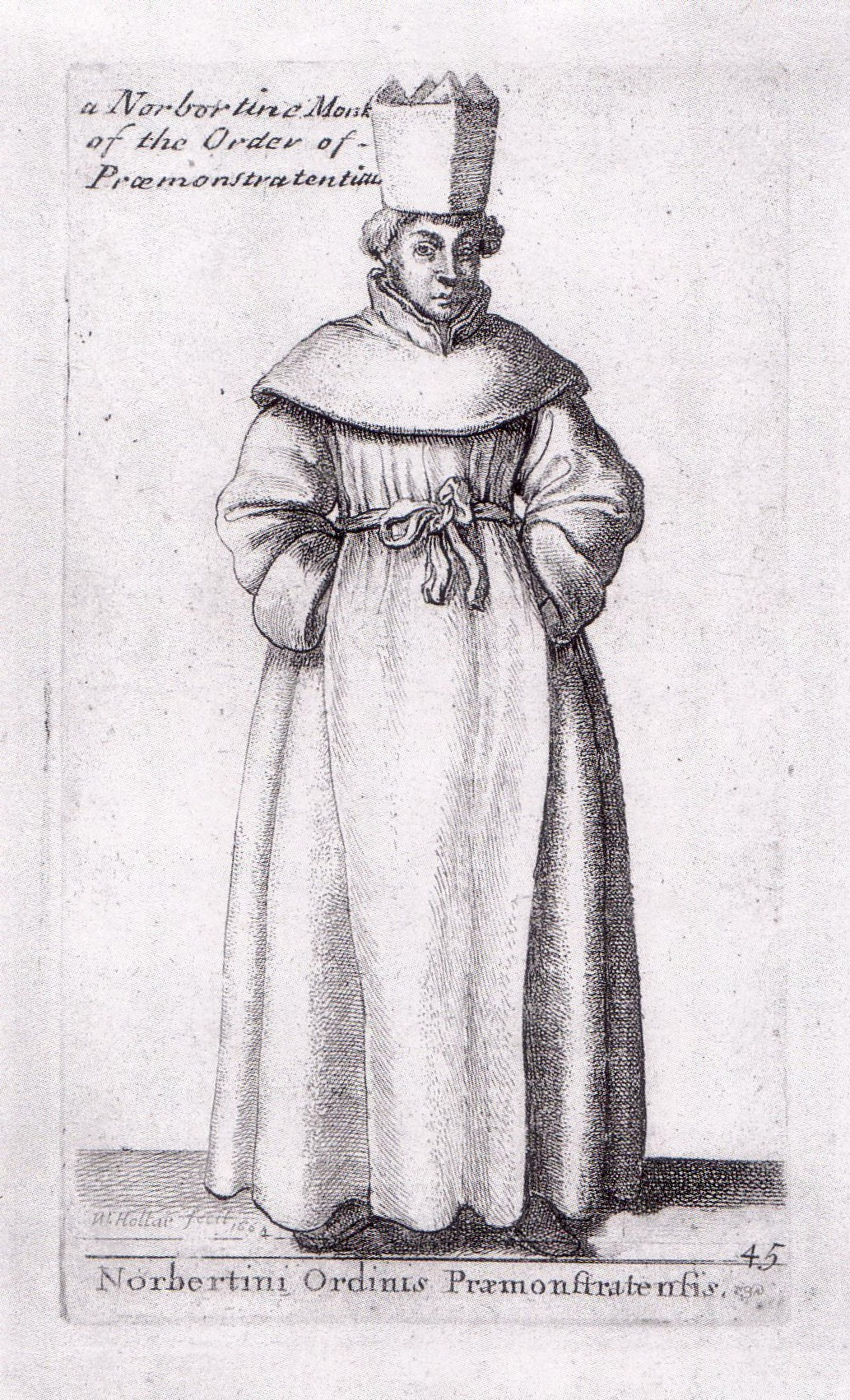
Monje premonstratense

La Orden de Canónigos Premostratenses es un instituto religioso de derecho pontificio centralizado, cuyo gobierno recae en el Superior general, que en el instituto lleva el título de Abad general y Abad de Premontré. En la actualidad (2015) el cargo lo ostenta Thomas Anton Handgrätinger. La curia general se encuentra en Roma.
Los premostratenses se dedican a la vida contemplativa, sus monasterios son llamados canónicas y a sus religiosos canónigos, por su dedicación a la vida litúrgica y pastoral parroquial. También se han abierto a la educación en algunos colegios propios.
En 2015, la Orden contaba con unos 1289 canónigos, de los cuales 940 eran sacerdotes, y unas 78 canónicas, presentes en Alemania, Australia, Austria, Bélgica, Brasil, Canadá, Chile, Dinamarca, Eslovaquia, España, Estados Unidos, Francia, Hungría, India, Irlanda, Países Bajos, Perú, Polonia, Reino Unido, República Democrática del Congo, República Checa, Rumanía y Sudáfrica.

## Premonstratenses célebres
- Norberto de Xanten (ca. 1080-1134), santo, fundador de la orden. Fue canonizado por el papa Gregorio XIII en 1572.[8]
- Hugo de Fosses (1093-1164), beato, segundo abad de Prémontré y superior general que dio forma definitiva a los Estatutos.[9] Fue beatificado por el papa Pío XI el 13 de julio de 1927.
- Gilberto de Arvernia o de Neufontaines (m. en 1152), santo, fundador y abad del monasterio de Neufontaines, esposo de santa Petronila y padres de santa Poncia (ambas abadesas de Aubeterre, siglo XII). Fue canonizado por el papa Benedicto XIII en 1725.
- Siardo de Mariëngaarde (m. 1230), santo, fundador y abad de Mariëngaarde.
- Adriano de Hilvarenbeek o Adrián Janssen de Hilvarenbeek, santo, sacerdote párroco de Münster, entre los Mártires de Gorcum, en Holanda.
- Jacobo Lacops de Oudenaar, santo, sacerdote entre los Mártires de Gorcum, en Holanda.
- Hermann Joseph (m. 1241), santo, reconocido como santo por el papa Pío XII en 1958.
- Hroznata von Ovenec, beato, mártir checo en 1217.
- Teodul Schlegel, beato, abad y mártir en 1528.
- Werenfried van Straaten, sacerdote y fundador de Ayuda a la Iglesia que Sufre.
- Sebastian Sailer, monje y escritor alemán.
- Johann Zahn, monje y científico.